# Læstadiuspörtet (Pajala)
Læstadiuspörtet är en byggnad och en del av ett museum i Pajala i Pajala kommun i Norrbottens län.

## Læstadiusmuseet
Pörtet var hem för prosten Lars Levi och Brita Katarina Læstadius med familj från år 1854, då familjen flyttade till Pajala från Kengis, som ligger cirka en mil öster om Pajala i närheten av Torne älvs och Muonioälvens sammanflöde. Lars Levi Læstadius bodde i byggnaden till sin död år 1861.
Byggnaden är en röd timmerbyggnad som består av farstu, ”pörte” (ett stort kök), mjölkkammare och ”stuga” (arbetsrum). Det var i stugan som Lars Levi Læstadius avled den 21 februari 1861. Han begravdes på kyrkogården i Kengis, men då kyrkan flyttades från Kengis till Pajala flyttades även stoftet efter Lars Levi Laestadius till den nya kyrkogården. I samband med det öppnades Læstadius kista på bron till Læstadiuspörtet.
Brita Katarina Læstadius bodde kvar i Læstadiuspörtet efter makens död. Det har senare fungerat som arrendatorsbostad samt som militärförläggning under andra världskriget.
På samma gårdsplan som Læstadiuspörtet ligger även ett gult bostadshus, som tidigare var Pajala församlings prästgård, nu kallat Kulturum. Huset byggdes för Lars Levi Læstadius med familj, men stod klart först ett halvår efter hans död. Efter prostens frånfälle lades han på lit de parade i den blivande prästgården. Det första prästparet som bodde i prästgården var Læstadius dotter Elisabeth Stenborg med maken Per Lorens Stenborg. Huset tjänade som prästgård in på 1990-talet.
Læstadiuspörtet och Kulturum inrymmer numera Læstadiusmuseet, som drivs av Pajala kommun.

## Galleri

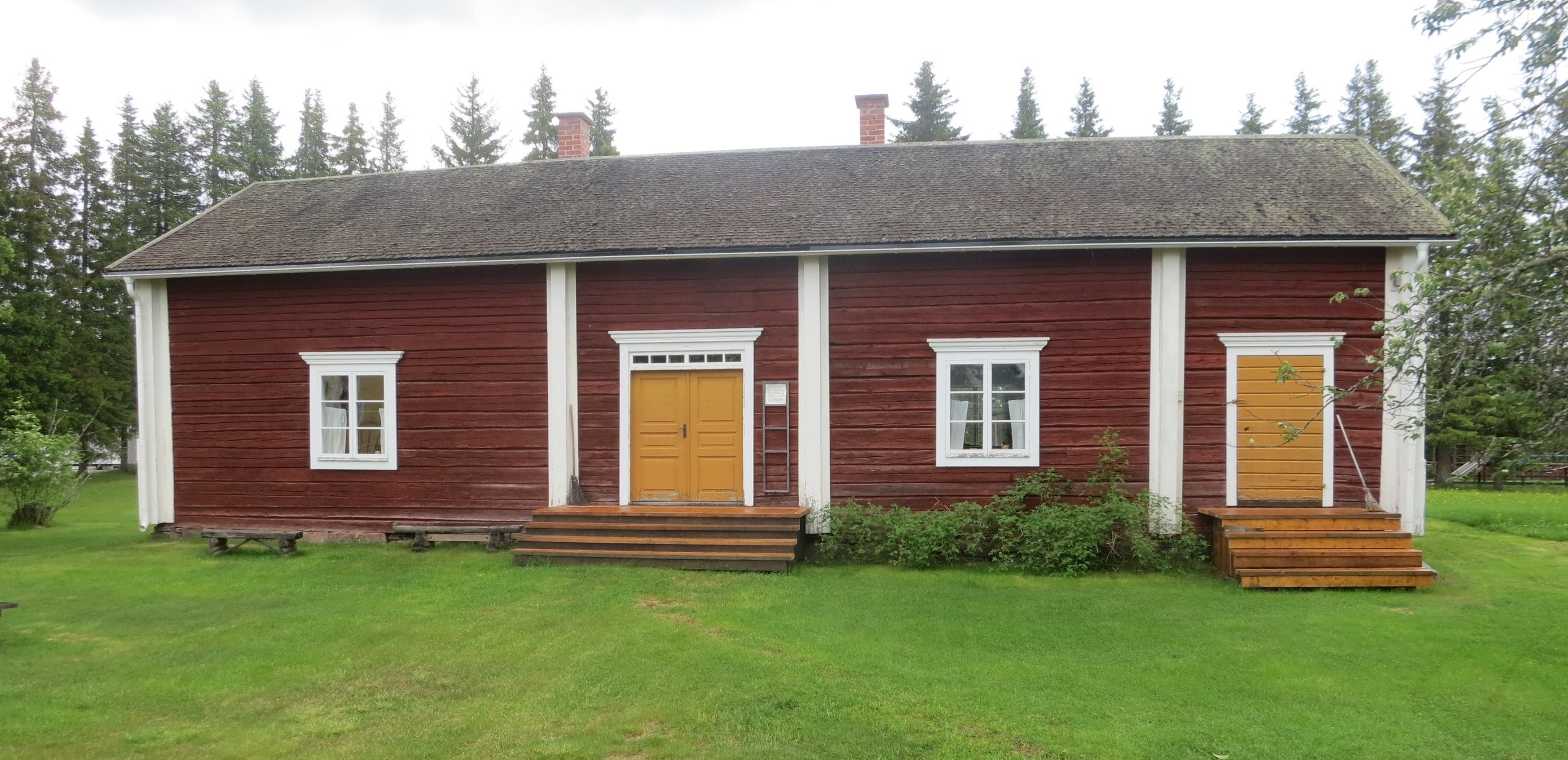
Læstadiuspörtet
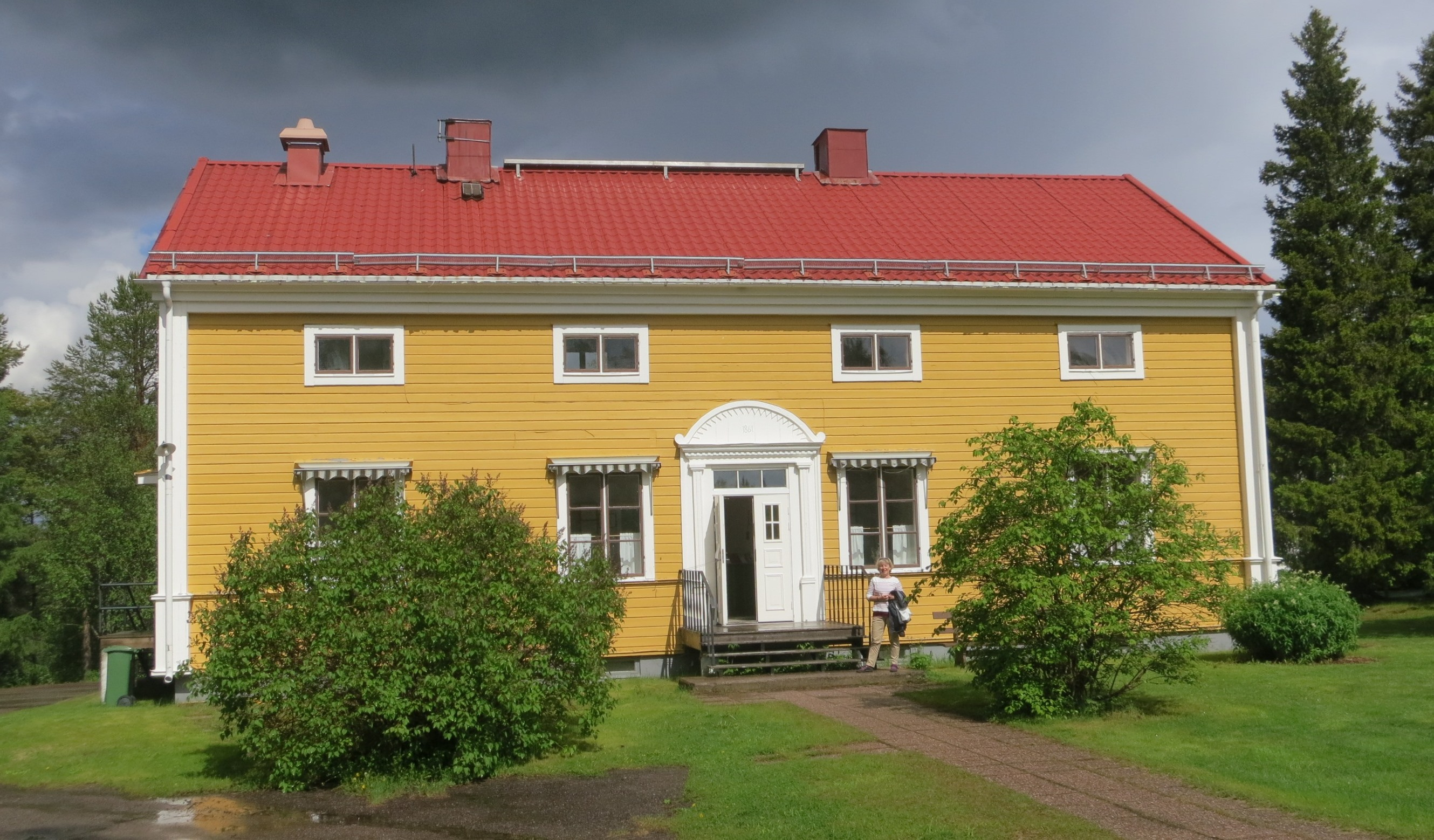
Prästgården, nu en del av Læstadiusmuseet
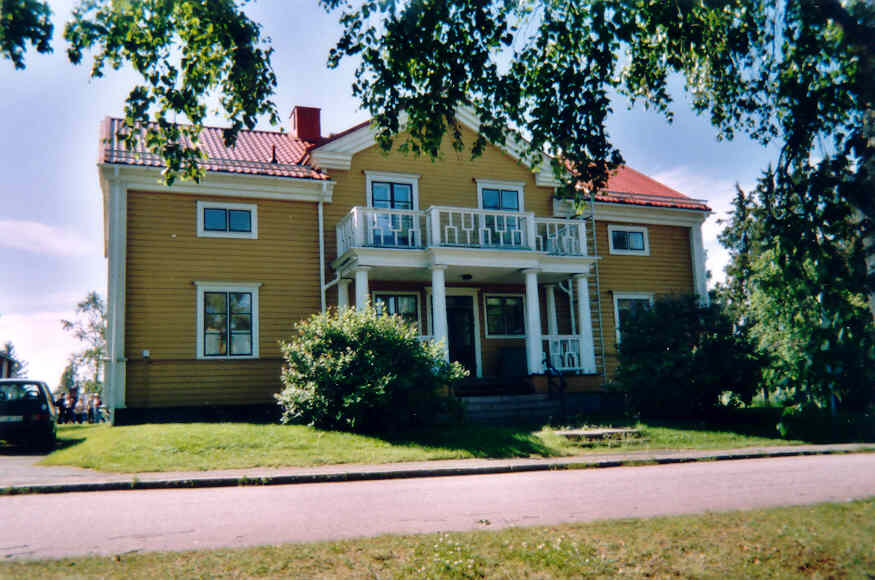
Prästgården mot öster
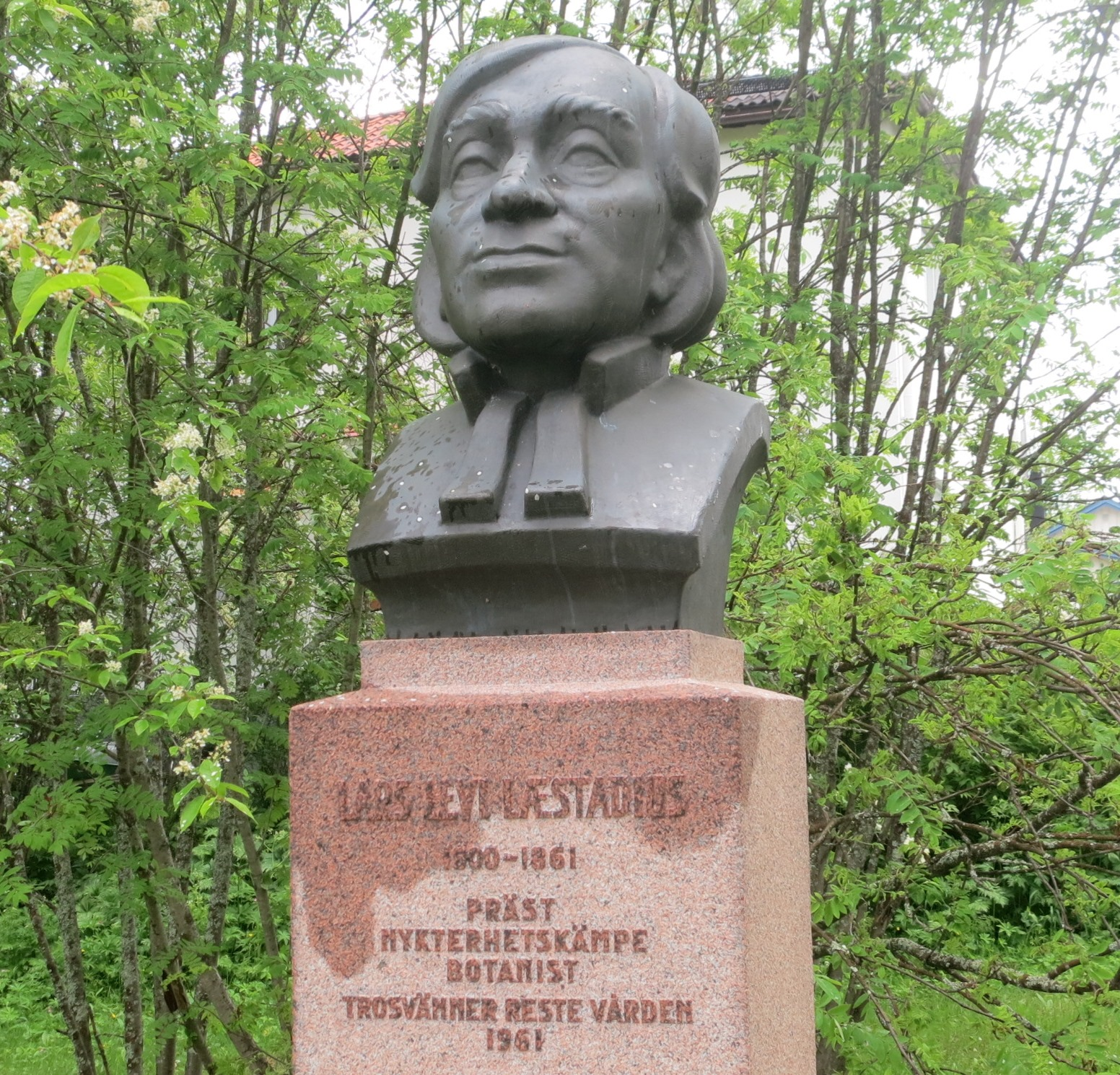
Lars Levi Læstadius, staty i Pajala

## Fotnoter
1. ↑  Koistinen, L (2007): Lars Levi Laestadius prästgårdar 1826–1861
2. ↑  Laestadius pörte i Pajala (u.å.).
3. ↑  Ylitalo, K m.fl. (2000): Lars Levi Laestadius Årtusendets Norrbottning, Laestadiusprojektet, sid. 9.